# Comité technique plomb
L'expression « Comité technique plomb » peut désigner en France deux entités légèrement différentes qui se sont succédé. 
1. Le premier « Comité technique plomb » fut un « comité » créé sous ce nom en 1993 par l'État  français ; mis en place en octobre 1993, et alors placé sous l'autorité du président du Conseil supérieur d'hygiène publique de France (CSHPF) avec pour mission de proposer des actions concrètes de réduction des risques dans le domaine des risques posés par la toxicité ou de l'écotoxicité du plomb[1].  Ce comité n'a pas atteint tous ses objectifs et s'est peu à peu éteint.
2. un second  « Comité technique plomb » est une réactivation en 2003 du précédent (10 ans après sa création). Il est cette fois placé auprès du ministre de la Santé, et toujours construit de manière fortement « interministérielle » ; 
C'est une commission administrative à caractère consultatif créée en 2003 dans le cadre de la lutte contre le saturnisme[2].
Son premier mandat s'étendait sur 3 ans (renouvelables et renouvelé pour 5 ans par décret[3]). 
Son arrêté de création prévoit dans l'art. 6 qu'il « se réunit plusieurs fois par an sur convocation du directeur général de la santé. Il peut s'adjoindre toute personnalité qualifiée ou organisme dans le cadre de groupes de travail ou lorsque l'ordre du jour le justifie. Il peut, en tant que de besoin, entendre les organismes représentant les professionnels de l'industrie du plomb et du bâtiment, les associations de défense des consommateurs et de l'environnement ».

## Missions
Ce comité a une quadruple mission :
1. « à partir des recommandations émises par les instances d'expertise (INSERM, ANAES...), bâtir un programme national de réduction des risques d'intoxication par le plomb, dont la finalité est de diminuer l'exposition au plomb de la population générale, des travailleurs et des enfants dans une approche globale au niveau des différentes sources d'exposition, notamment au niveau de l'habitat, des sources industrielles, de l'eau potable et de l'alimentation » ;
2. « coordonner, suivre et évaluer la mise en œuvre de ce programme » ;
3. « proposer des avis permettant à l'administration de prendre des mesures réglementaires et donner un avis sur les projets de réglementation traitant du plomb et du saturnisme » ;
4. « participer à l'élaboration des instructions techniques relatives au plomb et au saturnisme ».

## Composition du Comité
Il comprend :
- des membres de droit qui sont les ministres (ou leurs représentants). 
En 2003, ces ministres étaient ceux en charge collectivités territoriales ;  des affaires sociales ; du travail et de la formation professionnelle ; le ministre chargé de l'éducation nationale ; le ministre chargé de l'industrie ; le ministre chargé de la concurrence, de la consommation et de la répression des fraudes ;  le ministre chargé du logement ; le ministre chargé de l'environnement ; le ministre chargé de la santé ; le ministre chargé de l'agriculture ou son représentant ; le ministre chargé de la ville, ainsi que le directeur de l'Institut de veille sanitaire, le directeur de l'Agence française de sécurité sanitaire des aliments,  le directeur de l'Agence française de sécurité sanitaire environnementale (AFSSE, créée en 2002) ou leurs représentants.
- 12 membres nommés par le ministre de la Santé dits « personnes qualifiées » dont deux sont respectivement proposée par le ministre du logement et celui de l'environnement.

## Gouvernance
Le président du Comité est désigné par un arrêté du ministre de la santé. Il est assisté par un secrétariat  assuré par la direction générale de la santé
Le mandat initial des membres du comité était de trois ans.

## Travaux, résultats
Dans son premier rapport d'étape, le comité nommé en 1995 a estimé estime qu'« un des premiers enjeux de la stratégie à développer est d'assurer la cohérence des actions malgré la complexité du problème et la diversité des intervenants. Il faut donc que chaque acteur trouve sa place au sein du schéma général et identifie clairement les autres champs d'intervention. Établir une base de connaissances générales, mais aussi favoriser un langage commun sont les préalables indispensables à l'efficacité des actions ». Il a lancé via ses groupes de travail la rédaction de guides et de protocoles d'action.
Mais « en fait, si de nombreux thèmes ont été abordés dans les groupes de travail et si un certain nombre de rapports ont été publiés, la mise en perspective de ces différents travaux ne semble pas avoir pu être effectuée. la constitution de groupes de travail séparés, chargés, chacun, d'étudier un aspect particulier de la lutte contre le saturnisme, a certainement contribué à la "sectorisation" de la réflexion » estimait Christine Dourlens en 2003 , ou l'« évitement des conflits » a fait que certains thèmes n'ont pas été traités  (réforme de l'habitat insalubre, désignation d'habitations à risque "plomb", dangers induits par l'utilisation de plomb de chasse et de pêche ou induits par la consommation d'animaux victimes de saturnisme animal...).
Ensuite, « avec la diminution du rythme d'activité du Comité technique plomb, les discussions entre les partenaires ministériels sont quelque peu mises en sommeil et chacun d'entre eux poursuit des actions dans son propre champ (...) la scène de négociation nationale du risque saturnin connait une période d'éclipse au profit de scènes plus localisés ».